# パワプロプロダクション
パワプロプロダクション（PAWAPURO PRODUCTION）はかつて存在したコナミデジタルエンタテインメント（KDE-J）の社内プロダクションの一つ。
解散直前の数年はベースボールコンテンツプロダクションに名称変更されていた。
2015年3月のコナミの組織再編により制作本部に編入され、プロダクションとしては消滅した。

## 概要
主に実況パワフルプロ野球（パワプロ）シリーズをはじめとする野球ゲームソフトなどを開発している。本拠地はコナミデジタルエンタテインメント大阪事業所（大阪府大阪市北区梅田2丁目5番25号）にある。
かつては、ダイヤモンドヘッド（ダイヤモンドヘッドプロダクション、DIAMOND HEAD PRODUCTION）の名称で活動していた。
北米版実況パワフルパワメジャシリーズ（MLB Power Pros）の開発プロダクションは「POWER PROS PRODUCTION」名義となっている。
展開していたブランドは『実況パワフルプロ野球』『パワプロクンポケット』『プロ野球スピリッツ』『BASEBALL HEROES』『実況パワフルメジャーリーグ』『実況パワフルプロ野球ポータブル』『パワプロワールド』などがある。

## 沿革
1994年発売の『実況パワフルプロ野球'94』の開発チーム（当時のコナミ神戸開発部所属）がルーツとなっている。同作の前身で1991年発売の『生中継68』の制作に関わった赤田勲、豊原浩司などを中心に組織された。その後、『実況パワフルプロ野球3』から「ダイヤモンドヘッドプロダクション」のチーム名を名乗るようになった。2004年の後半に「パワプロプロダクション」に改称する。
開発部署の子会社化が始まった1995年からは、長らくコナミコンピュータエンタテインメント大阪→コナミコンピュータエンタテインメントスタジオに属していたが、2005年の制作子会社吸収によりコナミ所属となり、2006年の持株会社化に伴い新設子会社のコナミデジタルエンタテインメント（KDE-J）所属に移行する。
その後「ベースボールコンテンツプロダクション」への改称を経て、2015年3月のKDE-Jの組織再編によりプロダクション制が廃止され消滅、チームは制作本部に統合された。

## 開発チーム

### 解散当時の開発チーム
コンテンツオフィサー
上原和彦
プロデューサー
森博信
- パワプロチーム - 実況パワフルプロ野球シリーズなどを手がけているチーム。
- プロスピチーム - プロ野球スピリッツシリーズなどを手がけているチーム。プロ野球JAPAN2001〜THE BASEBALL バトルボールパーク宣言シリーズ開発チームの流れを汲んでいる。

### 過去に存在していた開発チーム
- パワメジャチーム - 実況パワフルメジャーリーグシリーズなどを手がけていたチーム。
- パワポタチーム - 実況パワフルプロ野球ポータブルシリーズなどを手がけていたチーム。
- パワポケチーム - パワプロクンポケットシリーズなどを手がけていたチーム。

## 関連人物
- 長江勝也
- 赤田勲
- 上原和彦
- 藤岡謙治
- 兼子恭宗
- 遠山晃
- 谷渕弘
- 西川直樹
- 岩碕一男
- 山本拓
- 三浦陵介
- 丸山修
- 豊原浩司